# Frank Alberry
Frank Alberry, avstralski častnik, vojaški pilot in letalski as, * 29. september 1892, Hobart, Tasmanija, † 1969.
Nadporočnik Alberry je v svoji vojaški karieri dosegel 7 zračnih zmag.